# E-Prix de Valencia de 2021
El e-Prix de Valencia de 2021 fue una carrera doble de monoplazas eléctricos del Campeonato Mundial de Fórmula E de la FIA, que transcurrió el 24 y 25 de abril de 2021 en el circuito Ricardo Tormo en Valencia, España. En la carrera 1 el ganador fue Nyck de Vries, seguido por Nico Muller y Stoffel Vandoorne, mientras que en la carrera 2 el ganador fue Jake Dennis, seguido por André Lotterer y Alex Lynn.

## Carrera 1

### Entrenamientos Libres

#### Libres 1

##### Resultados[1]
| Pos. | N.º | Piloto                 | Escudería                  | Mejor Tiempo |
| ---- | --- | ---------------------- | -------------------------- | ------------ |
| 1    | 13  | António Félix da Costa | DS Techeetah               | 1:27.238     |
| 2    | 28  | Maximilian Günther     | BMW i Andretti Motorsport  | 1:27.425     |
| 3    | 22  | Oliver Rowland         | Nissan e.dams              | 1:27.460     |
| 4    | 25  | Jean-Éric Vergne       | DS Techeetah               | 1:27.475     |
| 5    | 5   | Stoffel Vandoorne      | Mercedes EQ Formula E Team | 1:27.525     |

#### Libres 2

##### Resultados[1]
| Pos. | N.º | Piloto                 | Escudería                  | Mejor Tiempo |
| ---- | --- | ---------------------- | -------------------------- | ------------ |
| 1    | 28  | Maximilian Günther     | BMW i Andretti Motorsport  | 1:26.958     |
| 2    | 94  | Alex Lynn              | Mahindra Racing            | 1:26.970     |
| 3    | 17  | Nyck de Vries          | Mercedes EQ Formula E Team | 1:26.989     |
| 4    | 13  | António Félix da Costa | DS Techeetah               | 1:27.041     |
| 5    | 22  | Oliver Rowland         | Nissan e.dams              | 1:27.064     |

### Clasificación[2][3]

#### Resultados
| Pos. | N.º | Piloto                 | Escudería                        | GS       | SP         | Parrilla |
| ---- | --- | ---------------------- | -------------------------------- | -------- | ---------- | -------- |
| 1    | 13  | António Félix da Costa | DS Techeetah                     | 1:26.870 | 1:26.522   | 1        |
| 2    | 17  | Nyck de Vries          | Mercedes EQ Formula E Team       | 1:26.914 | 1:26.730   | 7        |
| 3    | 28  | Maximilian Günther     | BMW i Andretti Motorsport        | 1:26.868 | 1:26.943   | 2        |
| 4    | 94  | Alex Lynn              | Mahindra Racing                  | 1:26.799 | 1:27.022   | 3        |
| 5    | 23  | Sébastien Buemi        | Nissan e.dams                    | 1:26.876 | 1:27.053   | 4        |
| 6    | 5   | Stoffel Vandoorne      | Mercedes EQ Formula E Team       | 1:26.839 | Sin tiempo | 24       |
| 7    | 36  | André Lotterer         | TAG Heuer Porsche Formula E Team | 1:26.933 |            | 5        |
| 8    | 71  | Norman Nato            | ROKIT Venturi Racing             | 1:26.979 |            | 6        |
| 9    | 22  | Oliver Rowland         | Nissan e.dams                    | 1:27.002 |            | 8        |
| 10   | 99  | Pascal Wehrlein        | TAG Heuer Porsche Formula E Team | 1:27.008 |            | 9        |
| 11   | 37  | Nick Cassidy           | Envision Virgin Racing           | 1:27.072 |            | 10       |
| 12   | 29  | Alexander Sims         | Mahindra Racing                  | 1:27.109 |            | 11       |
| 13   | 25  | Jean-Éric Vergne       | DS Techeetah                     | 1:27.157 |            | 12       |
| 14   | 27  | Jake Dennis            | BMW i Andretti Motorsport        | 1:27.177 |            | 13       |
| 15   | 33  | René Rast              | Audi Sport ABT Schaeffler        | 1:27.290 |            | 14       |
| 16   | 4   | Robin Frijns           | Envision Virgin Racing           | 1:27.317 |            | 15       |
| 17   | 48  | Edoardo Mortara        | ROKIT Venturi Racing             | 1:27.338 |            | 16       |
| 18   | 20  | Mitch Evans            | Jaguar Racing                    | 1:27.442 |            | 17       |
| 19   | 7   | Sérgio Sette Câmara    | Dragon/Penske Autosport          | 1:27.456 |            | 18       |
| 20   | 88  | Tom Blomqvist          | NIO 333 Formula E Team           | 1:27.481 |            | 19       |
| 21   | 10  | Sam Bird               | Jaguar Racing                    | 1:27.619 |            | 20       |
| 22   | 11  | Lucas di Grassi        | Audi Sport ABT Schaeffler        | 1:27.634 |            | 21       |
| 23   | 6   | Nico Müller            | Dragon/Penske Autosport          | 1:27.644 |            | 22       |
| 24   | 8   | Oliver Turvey          | NIO 333 Formula E Team           | 1:28.524 |            | 23       |

- Stoffel Vandoorne originalmente realizó la pole position y fue penalizado por infringir el manejo de los neumáticos.
- Nyck de Vries fue sancionado con debido a un accidente que ocurrío en el e-Prix de Roma de 2021.

### Carrera[3]

#### Resultados
| Pos. | N.º | Piloto                 | Escudería                        | Vueltas | Tiempo/Retirado | Parrilla | Puntos |
| ---- | --- | ---------------------- | -------------------------------- | ------- | --------------- | -------- | ------ |
| 1    | 17  | Nyck de Vries          | Mercedes EQ Formula E Team       | 24      | 48:20.547       | 7        | 25     |
| 2    | 6   | Nico Müller            | Dragon/Penske Autosport          | 24      | +13.128         | 22       | 18     |
| 3    | 5   | Stoffel Vandoorne      | Mercedes EQ Formula E Team       | 24      | +24.886         | 24       | 15     |
| 4    | 37  | Nick Cassidy           | Envision Virgin Racing           | 24      | +36.903         | 10       | 12     |
| 5    | 33  | René Rast              | Audi Sport ABT Schaeffler        | 24      | +51.650         | 14       | 10     |
| 6    | 4   | Robin Frijns           | Envision Virgin Racing           | 24      | +52.985         | 15       | 8+1    |
| 7    | 11  | Lucas di Grassi        | Audi Sport ABT Schaeffler        | 24      | +2:41.946       | 1        | 6      |
| 8    | 27  | Jake Dennis            | BMW i Andretti Motorsport        | 24      | +3:07.061       | 3        | 4      |
| 9    | 25  | Jean-Éric Vergne       | DS Techeetah                     | 24      | +4:19.582       | 21       | 2      |
| DSQ  | 22  | Oliver Rowland         | Nissan e.dams                    | 24      | Descalificado   | 13       |        |
| DSQ  | 29  | Alexander Sims         | Mahindra Racing                  | 23      | Descalificado   | 11       |        |
| DSQ  | 13  | António Félix da Costa | DS Techeetah                     | 23      | Descalificado   | 12       | 0+3    |
| DSQ  | 94  | Alex Lynn              | Mahindra Racing                  | 23      | Descalificado   | 8        | 0+1    |
| DSQ  | 10  | Sam Bird               | Jaguar Racing                    | 23      | Descalificado   | 11       |        |
| NC   | 8   | Oliver Turvey          | NIO 333 Formula E Team           | 22      | Sin energía     | 23       |        |
| NC   | 88  | Tom Blomqvist          | NIO 333 Formula E Team           | 22      | Sin energía     | 19       |        |
| Ret  | 71  | Norman Nato            | ROKIT Venturi Racing             | 22      | Sin energía     | 6        |        |
| Ret  | 48  | Edoardo Mortara        | ROKIT Venturi Racing             |         | Eléctricos      | 16       |        |
| Ret  | 99  | Pascal Wehrlein        | TAG Heuer Porsche Formula E Team |         | Eléctricos      | 9        |        |
| Ret  | 36  | André Lotterer         | TAG Heuer Porsche Formula E Team |         | Accidente       | 5        |        |
| Ret  | 20  | Mitch Evans            | Jaguar Racing                    |         | Eléctricos      | 17       |        |
| Ret  | 7   | Sérgio Sette Câmara    | Dragon/Penske Autosport          |         | Accidente       | 18       |        |
| Ret  | 28  | Maximilian Günther     | BMW i Andretti Motorsport        |         | Accidente       | 3        |        |
| Ret  | 23  | Sébastien Buemi        | Nissan e.dams                    | 1       | Accidente       | 5        |        |

- Diversos pilotos no terminaron la carrera con la energía asignada y fueron penalizados o descalificados.

## Carrera 2

### Entrenamientos Libres

#### Libres 3

##### Resultados[1]
| Pos. | N.º | Piloto              | Escudería                        | Mejor Tiempo |
| ---- | --- | ------------------- | -------------------------------- | ------------ |
| 1    | 36  | André Lotterer      | TAG Heuer Porsche Formula E Team | 1:35.269     |
| 2    | 99  | Pascal Wehrlein     | TAG Heuer Porsche Formula E Team | 1:35.301     |
| 3    | 10  | Sam Bird            | Jaguar Racing                    | 1:35.673     |
| 4    | 37  | Nick Cassidy        | Envision Virgin Racing           | 1:35.685     |
| 5    | 7   | Sérgio Sette Câmara | Dragon/Penske Autosport          | 1:35.773     |

### Clasificación[3][2]

#### Resultados
| Pos. | N.º | Piloto                 | Escudería                        | GS       | SP       | Parrilla |
| ---- | --- | ---------------------- | -------------------------------- | -------- | -------- | -------- |
| 1    | 27  | Jake Dennis            | BMW i Andretti Motorsport        | 1:31.855 | 1:28.548 | 1        |
| 2    | 36  | André Lotterer         | TAG Heuer Porsche Formula E Team | 1:31.958 | 1:29.411 | 2        |
| 3    | 94  | Alex Lynn              | Mahindra Racing                  | 1:32.585 | 1:29.737 | 3        |
| 4    | 88  | Tom Blomqvist          | NIO 333 Formula E Team           | 1:32.727 | 1:30.202 | 4        |
| 5    | 8   | Oliver Turvey          | NIO 333 Formula E Team           | 1:32.950 | 1:30.403 | 5        |
| 6    | 71  | Norman Nato            | ROKIT Venturi Racing             | 1:33.155 | 1:30.489 | 6        |
| 7    | 25  | Jean-Éric Vergne       | DS Techeetah                     | 1:33.198 |          | 7        |
| 8    | 22  | Oliver Rowland         | Nissan e.dams                    | 1:33.336 |          | 8        |
| 9    | 23  | Sébastien Buemi        | Nissan e.dams                    | 1:33.390 |          | 9        |
| 10   | 7   | Sérgio Sette Câmara    | Dragon/Penske Autosport          | 1:33.452 |          | 10       |
| 11   | 29  | Alexander Sims         | Mahindra Racing                  | 1:33.479 |          | 11       |
| 12   | 13  | António Félix da Costa | DS Techeetah                     | 1:33.604 |          | 12       |
| 13   | 99  | Pascal Wehrlein        | TAG Heuer Porsche Formula E Team | 1:33.745 |          | 13       |
| 14   | 33  | René Rast              | Audi Sport ABT Schaeffler        | 1:33.879 |          | 14       |
| 15   | 48  | Edoardo Mortara        | ROKIT Venturi Racing             | 1:33.898 |          | 15       |
| 16   | 20  | Mitch Evans            | Jaguar Racing                    | 1:34.115 |          | 16       |
| 17   | 4   | Robin Frijns           | Envision Virgin Racing           | 1:34.166 |          | 17       |
| 18   | 5   | Stoffel Vandoorne      | Mercedes EQ Formula E Team       | 1:34.416 |          | 18       |
| 19   | 17  | Nyck de Vries          | Mercedes EQ Formula E Team       | 1:34.419 |          | 19       |
| 20   | 10  | Sam Bird               | Jaguar Racing                    | 1:34.480 |          | 20       |
| 21   | 6   | Nico Müller            | Dragon/Penske Autosport          | 1:34.588 |          | 21       |
| 22   | 11  | Lucas di Grassi        | Audi Sport ABT Schaeffler        | 1.34.610 |          | 22       |
| 23   | 37  | Nick Cassidy           | Envision Virgin Racing           | 1:37.838 |          | 23       |
| 24   | 28  | Maximilian Günther     | BMW i Andretti Motorsport        | 1:41.980 |          | 24       |

### Carrera[3]

#### Resultados
| Pos. | N.º | Piloto                 | Escudería                        | Vueltas | Tiempo/Retirado | Parrilla | Puntos |
| ---- | --- | ---------------------- | -------------------------------- | ------- | --------------- | -------- | ------ |
| 1    | 27  | Jake Dennis            | BMW i Andretti Motorsport        | 31      | 46:32.002       | 1        | 25+4   |
| 2    | 36  | André Lotterer         | TAG Heuer Porsche Formula E Team | 31      | +1.483          | 5        | 18     |
| 3    | 94  | Alex Lynn              | Mahindra Racing                  | 31      | +2.428          | 2        | 15+1   |
| 4    | 22  | Oliver Rowland         | Nissan e.dams                    | 31      | +2.870          | 8        | 12     |
| 5    | 71  | Norman Nato            | ROKIT Venturi Racing             | 31      | +5.811          | 6        | 10     |
| 6    | 33  | René Rast              | Audi Sport ABT Schaeffler        | 31      | +8.122          | 14       | 8      |
| 7    | 25  | Jean-Éric Vergne       | DS Techeetah                     | 31      | +8.782          | 7        | 6      |
| 8    | 8   | Oliver Turvey          | NIO 333 Formula E Team           | 31      | +11.292         | 4        | 4      |
| 9    | 48  | Edoardo Mortara        | ROKIT Venturi Racing             | 31      | +12.014         | 15       | 2      |
| 10   | 11  | Lucas di Grassi        | Audi Sport ABT Schaeffler        | 31      | +12.405         | 22       | 1      |
| 11   | 23  | Sébastien Buemi        | Nissan e.dams                    | 31      | +13.295         | 9        |        |
| 12   | 28  | Maximilian Günther     | BMW i Andretti Motorsport        | 31      | +13.594         | 24       |        |
| 13   | 37  | Nick Cassidy           | Envision Virgin Racing           | 31      | +14.329         | 23       |        |
| 14   | 10  | Sam Bird               | Jaguar Racing                    | 31      | +15.151         | 20       |        |
| 15   | 20  | Mitch Evans            | Jaguar Racing                    | 31      | +17.213         | 19       |        |
| 16   | 17  | Nyck de Vries          | Mercedes EQ Formula E Team       | 31      | +18.444         | 18       |        |
| 17   | 88  | Tom Blomqvist          | NIO 333 Formula E Team           | 31      | +18.885         | 3        |        |
| 18   | 99  | Pascal Wehrlein        | TAG Heuer Porsche Formula E Team | 31      | +19.274         | 13       |        |
| 19   | 4   | Robin Frijns           | Envision Virgin Racing           | 31      | +19.756         | 16       |        |
| 20   | 6   | Nico Müller            | Dragon/Penske Autosport          | 31      | +21.069         | 21       |        |
| 21   | 7   | Sérgio Sette Câmara    | Dragon/Penske Autosport          | 31      | +32.079         | 10       |        |
| 22   | 13  | António Félix da Costa | DS Techeetah                     | 30      | +59.698         | 12       |        |
| 23   | 29  | Alexander Sims         | Mahindra Racing                  | 30      | +1:04.277       | 11       |        |
| Ret  | 5   | Stoffel Vandoorne      | Mercedes EQ Formula E Team       | 20      | Accidente       | 17       |        |

## Clasificaciones tras la ronda
| Pos. | Piloto            | Puntos | Cambios       |
| ---- | ----------------- | ------ | ------------- |
| 1    | Nyck de Vries     | 57     | Crecimiento   |
| 2    | Stoffel Vandoorne | 48     | Crecimiento   |
| 3    | Sam Bird          | 43     | Decrecimiento |
| 4    | Robin Frijns      | 43     | Decrecimiento |
| 5    | Mitch Evans       | 39     | Decrecimiento |

| Pos. | Equipo                                   | Puntos | Cambios       |
| ---- | ---------------------------------------- | ------ | ------------- |
| 1    | Mercedes-EQ Formula E Team               | 105    | Crecimiento   |
| 2    | Jaguar Racing                            | 82     | Decrecimiento |
| 3    | Envision Virgin Racing                   | 58     | Crecimiento   |
| 4    | DS Techeetah                             | 57     | Decrecimiento |
| 5    | Audi Sport ABT Schaeffler Formula E Team | 52     | Crecimiento   |